# 近衛尚子
近衛 尚子（このえ ひさこ、元禄15年3月9日（1702年4月5日） - 享保5年1月20日（1720年2月27日））は、江戸時代の中御門天皇の女御で、桜町天皇の生母。女院号は新中和門院（しんちゅうかもんいん）。

## 系譜
摂政関白太政大臣近衛家熙の娘。生母は権中納言町尻兼量の娘・町尻量子。異母兄に関白太政大臣近衛家久がいる。なお入内に際し、正室の近衛熙子が伯母にあたる縁から、江戸幕府第6代将軍徳川家宣の猶子となっている。

## 経歴
当初、家宣の嫡男である鍋松（後の第7代将軍徳川家継）との婚約が進められていたが、熙子・家熙姉弟は鍋松より7つも年上の尚子とでは年齢的に不釣り合いと考えるようになり、これを解消する意図も含めて尚子を天皇への入内を計画した。これに天皇の祖父である霊元上皇も賛同し、正徳2年10月7日に上皇の裁可という形で尚子の入内が決定した。
享保元年（1716年）11月13日、中御門天皇に入内し、女御宣下を受ける。
享保5年1月1日（1720年2月8日）、第一皇子・昭仁親王（のちの桜町天皇）を出産するが、難産のため産後の肥立ちが悪く、同月20日に没。享年19。
同日准三后並びに女院号を追贈され、月輪陵（京都府京都市東山区）に葬られた。追って享保13年（1728年）6月には皇太后を追贈され、同年11月には所生の昭仁親王が正式に皇太子に立てられている。